# GM Гончих Псов
GM Гончих Псов (лат. GM Canum Venaticorum) — двойная затменная переменная звезда типа W Большой Медведицы (EW) в созвездии Гончих Псов на расстоянии приблизительно 616 световых лет (около 189 парсек) от Солнца. Звёздная величина диапазона белого звезды — от +10,45m до +10,15m. Орбитальный период — около 0,367 суток (8,8076 часа).
Открыта группой астрономов проекта ROTSE-1 в 2000 году*.

## Характеристики
Первый компонент — жёлто-белая звезда спектрального класса F9V-G0V. Масса — около 0,951 солнечной, радиус — около 1,066 солнечного, светимость — около 1,321 солнечной. Эффективная температура — около 5991 K.
Второй компонент — жёлтый карлик спектрального класса G. Масса — около 0,948 солнечной, радиус — около 1,023 солнечного, светимость — около 1,127 солнечной. Эффективная температура — около 5872 K.